# (14438) MacLean
(14438) MacLean ist ein Asteroid des äußeren Hauptgürtels, der am 27. April 1992 von Astronomen der Spacewatch am Kitt Peak (IAU-Code 691) in Arizona entdeckt wurde.
Der Asteroid wurde am 14. Juni 2003 nach dem kanadischen Astronauten Steven Glenwood MacLean (* 1954) benannt, der an insgesamt zwei Raumflügen (STS-52 und STS-115) teilnahm und im Rahmen des zweiten Einsatzes einen Weltraumausstieg durchführte.
Der Himmelskörper ist Mitglied der Koronis-Familie, einer Gruppe von Asteroiden, die nach (158) Koronis benannt ist.